# Costa Verde (Sardinien)

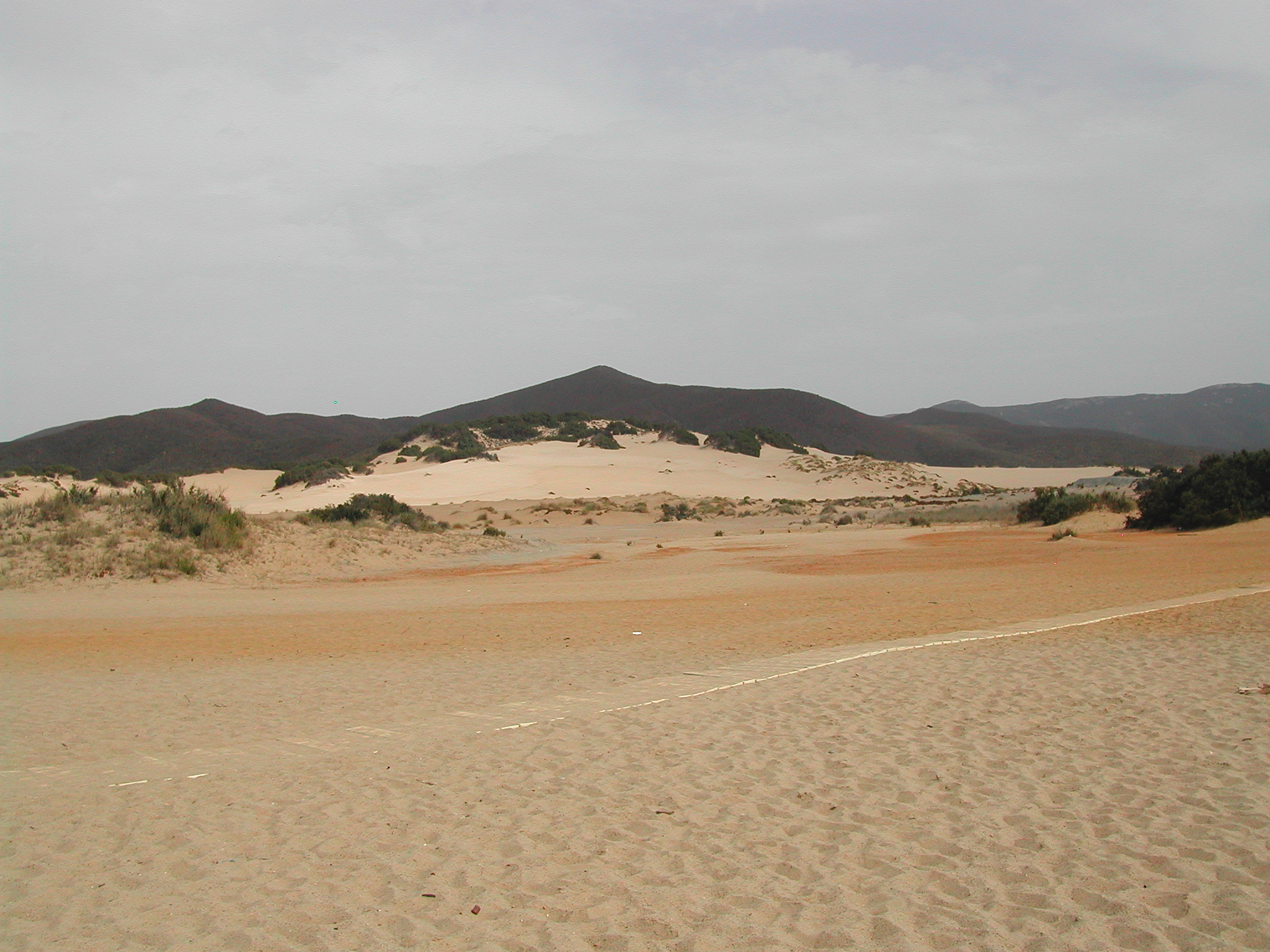
Dünen an der Costa Verde

Costa Verde, zu deutsch grüne Küste, bezeichnet einen Teil der südwestlichen Küste Sardiniens in der Provinz Medio Campidano (Italien). Der Name resultiert aus der grünen Natur rund um das Küstengebiet.
Die Küste ist wie die Costa Smeralda stark zerklüftet und weist neben vielen schroffen Felsformationen auch einige  zum Baden geeignete Sandstrände auf.
Die Costa Verde zeichnet sich durch kurvenreichen Straßen und das kristallblaue Wasser aus. Dies macht sie zu einem beliebten Urlaubsziel für Camper, Motorradfahrer und Taucher.
An der Costa Verde befinden sich die mit 50 m s.l.m. höchsten Dünen der Insel. Sie sind naturgeschützt und an den Stränden finden sich Eiablagestätten von Meeresschildkröten. Die Gegend ist im Vergleich zur Costa Smeralda touristisch weniger erschlossen, was der Tier- und Pflanzenwelt einen Rückzugsort verschafft.